# Gonomyia (Gonomyia) rectangular
Gonomyia (Gonomyia) rectangular is een tweevleugelige uit de familie steltmuggen (Limoniidae). De soort komt voor in het Neotropisch gebied.